# Оренбургский троллейбус
Оренбургский троллейбус — троллейбусная сеть города Оренбурга. Планируется к закрытию.

## История
Троллейбус в городе Оренбурге действует с 1 мая 1953 года. В 1977 году в городе было 9 маршрутов, с 1993 года — 11.
Первое депо троллейбусное-было основано в 1953 году по ул. Рыбаковской 100.
Второе депо троллейбусное-было основано в 1971 году по ул. Лесозащитной 16, и в 1972 году начало работу. Закрыто в ноябре 2004 году. На этом месте открыт "Торговый магазин".-"Шёлковый путь."

В 2000 году на маршруты выходили троллейбусы практически в аварийном состоянии: сквозная коррозия металла дверей и низа кузова, ненормальный шум трансмиссии, металлический лязг при включении компрессора.
В 2001 году началось сокращение маршрутной сети, и к августу 2006 году осталось только 4 работающих маршрута. Было ликвидировано депо № 2 на ул. Лесозащитной.
19 июня 2008 года после 3 лет с момента сокращения возрождён маршрут № 6 с немного изменённой и обновлённой схемой движения. Маршрут № 6 вновь работает по той схеме, какая была утверждена Главой города Оренбурга.
В декабре 2008 года после полугода замены автобусами из-за ремонта моста по улице Цвиллинга вновь открылся маршрут № 2.
В 2009 году предприятие было реорганизовано и получило новое название — муниципальное казённое предприятие «Оренбургский городской пассажирский транспорт» МО «Город Оренбург».
31 августа 2010 года после пятилетнего перерыва состоялся пуск троллейбусного маршрута № 10 «Жилой район Карачи — ул. Рыбаковская», который связывает 2 части Оренбурга, расположенные на разных берегах реки Урал.
В 2017 году МКП «Оренбургский городской пассажирский транспорт» МО «Город Оренбург» присоединено к муниципальному казённому предприятию «Оренбургские пассажирские перевозки» МО «Город Оренбург». На 2017 год ежедневный выпуск составлял 56 единиц в будни, 40 — в выходные дни.
С 2020 года ведется активное сокращение системы и вывода из эксплуатации подвижного состава. Весной 2020 года закрыто троллейбусное движение через площадь Ленина, Парковый проспект, улицу Володарского. Летом 2021 года троллейбусы уходят с улицы Постникова, Цвиллинга, Рабочей, Химической, Магнитогорской. Спустя год, в декабре 2022 года без троллейбуса остался весь южный район города (улица Донгузская, Беляевская, Амурская, Заречная, Илекская, Карачинская) и остальные районы города (улица Туркестанская, Восточная, Карагандинская, Мира, Знаменский пр-д), так же троллейбусы перестали ходить в степной район города (улица Березка, Салмышская, Волгоградская, пр-кт Дзержинского). Осенью 2023 года, из за падения опоры контактной сети, полностью остановлено троллейбусное движение в центре города (улица 8 Марта, Кирова, Ленинская, Мусы Джаиля, Чичерина). Так же троллейбусы перестали ходить в 24 микрорайон по проспектам Чкалова и Гагарина. 
Таким образом, на 2024 год в городе остались 2 укороченных маршрута 4к «Улица Хабаровская - Улица Рыбаковская» (укороченная версия маршрута 4 «Улица Хабаровская - 24 микрорайон») и 12к «Улица Родимцева - Улица Рыбаковская» (укороченная версия маршрута 12 «Улица Родимцева - Улица Мусы Джаиля»). Выпуск на оба маршрута составляет 16 ед., по 8 ед. на каждый. По состоянию на 2024 год, на балансе троллейбусного депо остается чуть больше 20 троллейбусов, что свидетельствует о том, что за 4 года парк подвижного состава сократился более чем в 2,5 раза, а количество маршрутов уменьшилось с шести до двух. 

## Действующие маршруты
- № 4к (маршрут 4 укороченный): (Прямо: Автовокзал (ул. Терешковой), Школа (ул. Терешковой), Кичигина (ул. Терешковой), Октябрьская (ул. Терешковой), Мичурина (ул. Терешковой), Магазин Салют (ул. Терешковой), Новая (ул. Терешковой). Заворот: АЗС (ул. Хабаровская), Хабаровская (ул.Терешковой). Заворот: Ноябрьская (ул. Сахалинская), Ликос (ул. Пролетарская), Пролетарская (ул. Пролетарская), Ж/д больница (ул. Пролетарская). Заворот: Почта (ул. Шевченко), Терешковой (ул. Шевченко), Мичурина (ул. Терешковой), Октябрьская (ул. Терешковой), Кичигина (ул. Терешковой), Школа (ул. Терешковой), Автовокзал (ул. Терешковой). Заворот: Троллейбусное депо (ул. Рыбаковская). Заворот: Общежитие (ул. Проспект Победы). Заворот: 4-я Горбольница (ул. Терешковой). И также обратно, (до Автовокзала).
- №12к (маршрут 12 укороченный): (Прямо: 4-я Горбольница (ул. Терешковой). Заворот: Троллейбусное депо (ул. Рыбаковская). Заворот: ОГУ (ул. Проспект Победы), Степана Разина (ул. Проспект Победы), Дом памяти (ул. Проспект Победы), Заводская (ул. Проспект Победы), Полигонная (ул. Проспект Победы), ДК Россия (ул. Проспект Победы), ПО Стрела (ул. Проспект Победы), Парк им. Гуськова (ул. Проспект Победы), Завод Инвертор (ул. Проспект Победы). Круг: Магазин Комета (ул. Проспект Победы), Времена года (ул. Проспект Победы). Заворот: Музыкальная школа (ул. Родимцева), Северная (ул. Родимцева), Магазин Уют (ул. Родимцева). И также обратно, (до 4-я Горбольницы).

## Закрытые маршруты
- № 1: Бульвар — Железнодорожный вокзал (Прямо: Бульвар (набережная р. Урал) — ул. Советская —  ул. М. Фадеева — проспект Парковый — Ж/д Вокзал)   (Обратно: Ж/д Вокзал —  проспект Парковый — ул. М. Фадеева — ул. Советская — Бульвар (набережная р. Урал).
- № 2:  (завод РТИ — ул. Маршала Жукова (обратно ул.8-го Марта — ул. Пушкинская — ул. Пролетарская) — ул. Маршала Жукова — ул. Богдана Хмельницкого (обратно ул. Комсомольская) — ул. Володарского — ул. Советская — ул. Цвиллинга — проспект Братьев Коростылевых — ул. Рабочая — ул. Магнитогорская — ул. Химическая — Завод РТИ).
- № 3: 24-й Микрорайон — улица Волгоградская (Прямо: 24-й Микрорайон — проспект Гагарина — ул. Мира —  ул. Карагандинская — проспект Победы — проспект Дзержинского — ул. Салмышская — ул. Волгоградская)   (Обратно: ул. Волгоградская — ул. Салмышская — проспект Дзержинского — проспект Победы — ул. Полигонная — ул. Совхозная — ул. Карагандинская — ул. Мира — проспект Гагарина — 24-й Микрорайон).
- №4: Улица Хабаровская - 24-й Микрорайон. *В настоящее время маршрут работает по укороченной схеме «4к» Улица Хабаровская - улица Рыбаковская.
- № 5: (улица Мусы Джалиля — улица Шевченко (Прямо: ул. Мусы Джалиля — ул. Чичерина — ул. Кирова —  ул. 8 Марта — проспект Победы — ул. Шевченко)  (Обратно: Ул. Шевченко — проспект Победы — ул. Терешковой — ул. 8 Марта — ул. Кирова — ул. Чичерина —   ул. Мусы Джалиля).
- № 6: (Драмтеатр — ул. Комсомольская — ул. Шевченко — ул. Пролетарская — ул. Хабаровская — ул. Терешковой — ул. Берёзка — проспект Дзержинского — ул. Салмышская — ул. Волгоградская).
- № 7: (24-й Микрорайон — проспект Гагарина — ул. Мира — ул. Карагандинская — ул. Восточная —  ул. Туркестанская — ул. Маршала Жукова — ул. Богдана Хмельницкого — ул. Володарского — ул. Советская —   ул. М. Фадеева — проспект Парковый — Железнодорожный вокзал).
- № 8(кольцевой): улица Кирова — улица Волгоградская (Прямо: ул. Кирова (остановка на ул. Комсомольской) —  ул. Кирова — ул. 8 Марта — пр-т Победы — ул. Театральная — пр-т Дзержинского — ул. Салмышская —   ул. Волгоградская)  (Обратно: ул. Волгоградская — ул. Салмышская — пр-т Дзержинского — ул. Театральная — пр-т Победы —   ул. 8 Марта — Ул. Комсомольская).
- № 9: (посёлок Ростоши — Железнодорожный вокзал (Прямо: ул. Колодезная (остановка на ул. Ковыльная ) — ул. Ковыльная — ул. Целинная — ул. Колодезная — ул. Российская — ул. Зорянка — ул. Газпромовская —  ул. Садовое Кольцо — ул. Успенская — ул. В.В Николаева — ул. Нежинское шоссе — ул. Ростошинская —   Нежинское шоссе — 24-й Микрорайон — пр-т Гагарина — ул. Чкалова — ул. Ленинская — ул. Пролетарская —   ул. Пушкинская — ул. Комсомольская — ул. Володарского — ул. Советская — ул. М. Фадеева — пр-т Парковый — Ж/д Вокзал).  (Обратно: Ж/д Вокзал — пр-т Парковый — ул. М. Фадеева — ул. Советская — ул. Володарского —   ул. Комсомольская — ул. Пушкинская — ул. 8 Марта — ул. Ленинская — ул. Чкалова — пр-т Гагарина —   24-й Микрорайон — Нежинское шоссе — ул. Ростошинская — ул. Нежинское шоссе — ул. В.В Николаева —   ул. Успенская — ул. Садовое Кольцо — ул. Газпромовская — ул. Ковыльная — ул. Колодезная (остановка на ул. Ковыльная)
- № 10: (ул. Рыбаковская — ул. Постникова — ул. Чичерина (обратно ул. Максима Горького — ул. Бурзянцева — ул. Кирова — ул. 8-го Марта) — ул. Донгузская — ул. Карачинская — ул. Илекская — ул. Заречная — ул. Амурская — ул. Беляевская — ж/р Карачи.).
- № 11: (24-й Микрорайон — Центральный рынок).
- №12: Улица Родимцева - улица Мусы Джалиля. *В настоящее время маршрут работает по укороченной схеме «12к» Улица Родимцева - улица Рыбаковская.
- № 13: (улица Рыбаковская — жилрайон Карачи).
- № 14: (24-й Микрорайон — улица Ноябрьская).

## Модели троллейбусов, эксплуатировавшиеся в городе Оренбурге
- МТБ-82Д — с 1953 по 1970-е годы
- ЗиУ-5 — с 1960-х по 1975 годы
- ЗиУ-5Д — с 1965 по 1980 годы
- ЗиУ-7 — с 1967 по 1972 годы, был в одном экземпляре (инвентарный № 130)
- ЗиУ-682Б — с 1972 по 1980-е годы
- ЗиУ-682В — с 1976 по 1996 годы
- ЗиУ-682В00 — с 1977 по 1995 годы
- ЗиУ-682В0А — с 1989 по 1997 годы
- КТГ-1 (последний списан в начале 2000х)
- ЗиУ-682Г — с 1993 по 2011 годы
- ЮМЗ-Т1 — 1994 по 2005 годы
- ЗиУ-682Г-016 — с 1999 года по 2016, было 13 штук.
- ЗиУ-682Г0E — с 1999 года по 2016.
- РОССАН H10-11.11BT — всего таких троллейбусов в мире было два. Один поступил в 1999 году (имел инвентарный № 250, а другой в 2004 году (имел инвентарный № 260). В настоящее время списаны.
- ВМЗ-5298 — один поступил в 2000 году (имел инвентарный № 333), остальные 9 в 2010 году. В настоящее время осталось 4 троллейбуса данной модели.
- БТЗ-52761Р — первые 10 поступили в 2001 году, остальные 14 в 2007 году; В настоящее время все троллейбусы данной модели списаны.
- БТЗ-5276-04 — в 2004 году поступило 10 штук.  В настоящее время все троллейбусы данной модели списаны.
- ЗиУ-682Г-016.02 — первые 10 прибыли в 2008 году, остальные 20 в 2009 году. В настоящее время осталось 7 троллейбусов данной модели.
- ВМЗ-5298.01-50 «Авангард» — 6 выпущены на линию 12 марта 2013 года, ещё 15 пришли в течение 5 месяцев. В настоящее время осталось 11 троллейбусов данной модели.